# Stazione di Gonnosnò
La stazione di Gonnosnò fu una stazione ferroviaria al servizio del comune di Gonnosnò, posta lungo la ferrovia Villamar-Ales.

## Storia
Le origini dello scalo si ricollegano a quelle della linea ferroviaria tra Ales e Villamar: la stazione fu infatti realizzata nella prima metà degli anni dieci del Novecento per conto della Ferrovie Complementari della Sardegna, venendo attivata insieme al resto della rete in concessione alla società il 21 giugno 1915.
Le FCS furono l'unico gestore dell'impianto nel corso della sua attività, durata poco più di quattro decenni: con la decisione di sostituire le relazioni espletate sulla ferrovia con autocorse, la stazione di Gonnosnò cessò l'esercizio il 5 settembre 1956, data della chiusura della linea. L'impianto fu successivamente disarmato, i fabbricati e buona parte del piazzale del ferro furono poi ristrutturati per la realizzazione di una casa di riposo.

## Strutture e impianti
Posta alla periferia sud-est di Gonnosnò, la stazione era di tipo passante ed era dotata complessivamente di 3 binari a scartamento da 950 mm. Dal centrale binario di corsa se ne distaccava uno passante a sud, mentre sul lato opposto si diramava un tronchino (dotato di prolungamento) che serviva lo scalo merci dell'impianto, dotato anche di un magazzino.
La dotazione di edifici della stazione si completava con la costruzione che ospitava le ritirate (demolita) e con il fabbricato viaggiatori, adiacente al magazzino merci e avente caratteristiche di terza classe, ovvero pianta rettangolare, sviluppo su due piani più tetto a falde in laterizi e tre accessi su quello che era il piazzale ferroviario.

## Movimento
Negli anni di attività ferroviaria lo scalo fu servito dalle relazioni passeggeri e merci delle Ferrovie Complementari della Sardegna.

## Servizi
La stazione durante l'esercizio ferroviario era dotata di una sala d'attesa (ospitata nel fabbricato viaggiatori) e di servizi igienici, questi ultimi ubicati in una costruzione apposita.
- Sala d'attesa
- Servizi igienici